# H418ov21.C
H418ov21.C – czwarty album studyjny grupy Beherit. Tytuł płyty to skrót od słów House 418 of 21'st century, co oznacza dom nr 418 XXI wieku. Jest to pierwsze wydawnictwo grupy, na którym możemy usłyszeć dark ambient, a nie black metal.
Album wydano 19 lutego 1993 roku przez wytwórnię Spinefarm Records. W roku 2007, wydana została reedycja przez Spinefarm Records, która była dwupłytową edycją (wraz z Electric Doom Synthesis).

## Lista utworów
1. „The Gate of Inanna” – 4:25
2. „Tribal Death” – 6:59
3. „Emotional Ecstacy” – 3:48
4. „Fish” – 3:22
5. „21st century” – 4:00
6. „Paradise (part II)” – 3:38
7. „Mystik Force” – 6:55
8. „Spirit Of The God Of Fire” – 3:22
9. „E–scape” – 3:10